# 67 (số)
67 (sáu mươi bảy) là một số tự nhiên ngay sau 66 và ngay trước 68.